# Jana De Valck
Jana De Valck (Gent, 30 juni 1987) is een Vlaams zangeres en presentatrice.

## Biografie
De Valck studeerde zang, jazz en lichte muziek aan het conservatorium in Gent. Ze was onder meer zangeres van de popgroepen Garland, Esrah en T.P.O.D.. In 2007 richtte ze haar eigen jazzensemble Bar d'O op. In 2010 werd ze eveneens zangeres in de Zot van Vlaanderenband en zong ze als achtergrondzangeres bij diverse Vlaamse artiesten, waaronder Sandrine Van Handenhoven, Udo Mechels, Kate Ryan, Milk Inc. en K3. 
De Valck was tot 2010 voornamelijk actief als achtergrondzangeres. Zo verzorgde ze achtergrondzang in programma's als Peter Live en Vlaanderen Muziekland. Voor MNM coverde ze populaire nummers met een nieuwe tekst voor De Grote Peter Van De Veire Ochtendshow. 
In 2010 tekende De Valck een platencontract met Universal Music Belgium. Haar debuutsingle Soldier verscheen op 1 januari 2014, die piekte op de 46e plaats in de Vlaamse Ultratop. Ze presenteerde daarnaast in 2011 de eerste editie van Redbull Bedroomjam.
In 2012 ging mee als backing met Iris naar het Eurovisiesongfestival in Baku.
Begin 2013 deed ze mee met The Voice van Vlaanderen, waar ze tot in de halve finale geraakte.
In 2016 gaat ze solo verder als "SHE Major" onder het label PIAS.

## Discografie

### Singles
| Single met hitnotering(en) in de Vlaamse Ultratop 50 | Datum van verschijnen | Datum van binnenkomst | Hoogste positie | Aantal weken | Opmerkingen                      |
| ---------------------------------------------------- | --------------------- | --------------------- | --------------- | ------------ | -------------------------------- |
| Wherever you will go                                 | 04-02-2013            | 09-02-2013            | 33              | 2            | cover van nummer van The Calling |
| That's what love is                                  | 26-04-2013            | 25-05-2013            | tip35           |              |                                  |
| Soldier                                              | 01-01-2014            | 01-02-2014            | 46              | 2            | als Iana                         |
| Sawdust                                              | 03-10-2014            | 15-11-2014            | tip35           |              | als Iana                         |